# フレイムハーツ
株式会社フレイムハーツ（英: FLAME Hearts Co.,Ltd.）は、コンピュータゲームやCG映像などといった3Dコンテンツ制作・開発や音楽制作を手がける日本の企業。デジタルハーツホールディングスの完全子会社。コンピュータエンターテインメント協会正会員。

## 沿革
- 2003年
  - 5月 - 東京都渋谷区渋谷2-19-20に株式会社プレミアムエージェンシー設立
  - 5月 - モーションキャプチャー事業を開始
  - 5月 - プレイステーション2用ソフトウェア開発に着手
  - 10月 - 東京都渋谷区渋谷3-27-14に移転
- 2004年
  - 12月 - プレイステーション3用ソフトウェア企画立案開始
- 2005年
  - 3月 - 東京都渋谷区渋谷3-27-11 祐真ビル新館 7階へ移転
  - 3月 - 技術提供作品　プレイステーション2用ゲームソフト「GENJI™」発売
  - 9月 - 劇場映画用CG映像制作に着手
  - 10月 - プレイステーション3用リアルタイムデモ制作開始
  - 11月 - 技術提供作品　映画「ALWAYS三丁目の夕日」全国東宝系公開
  - 12月 - プレイステーション3用ソフトウェア開発に着手
- 2006年
  - 5月 - DS用ソフトウェア開発に着手
  - 9月 - アニメ用CG映像制作に着手
- 2007年
  - 3月 - 東京都渋谷区渋谷3-27-11 祐真ビル新館3階を新フロアとして拡張
  - 12月 - 同じく祐真ビル新館4階を新フロアとして拡張 サウンドブース新設
- 2009年
  - 11月 - ゲームソフトの海外ローカライズ事業開始
- 2010年9月 - 東京都港区南麻布3－20－1　麻布グリーンテラス地下1階に移転。
  - 10月 - ケータイアプリの自社パブリッシュを開始。
- 2012年
  - 8月 - クリエイティヴ・アーティスツ・エージェンシーとの契約締結。
  - 10月 - ハリウッドのプレビズ会社「THE THIRD FLOOR」と業務提携。
  - 12月 - Premium Agency Asia 設立。
- 2013年
  - 2月 - 盛岡市産学官連携研究センター(コラボMIU)内に岩手スタジオを新設。
  - 9月 - 東京都港区南麻布3－20－1 麻布グリーンテラス3階を新フロアとして拡張。
- 2014年
  - 4月 - 株式会社ハーツユナイテッドグループ（現・デジタルハーツホールディングス）を引受先とする第三者割当増資を実施。
- 2015年
  - 1月 - 代表取締役に大坪真治が就任。
  - 3月 - プレミアムエージェンシー岩手スタジオを閉鎖。
  - 7月 - 株式会社ワイアールに3Dソリューション事業を譲渡するとともに、株式会社ハーツユナイテッドグループの完全子会社となる。
- 2016年
  - 1月 - 株式会社G&D及び株式会社デジタルハーツ・ビジュアルを吸収合併し、株式会社フレイムハーツに商号変更。代表取締役社長CEOに河野亮、代表取締役COOに笠間信一郎が就任。

## 開発実績
ゲーム作品（コンソール）
- THE FROGMAN SHOW DS だって、しょうがないじゃない。（2007年、DS、発売：コンパイルハート）
- 四季庭（2008年、PS3、発売：ソニー・コンピュータエンタテインメント）
- PlayStation Home（2008年、PS3、発売：ソニー・コンピュータエンタテインメント）
- dress（2009年、PS3、発売：ソニー・コンピュータエンタテインメント）
- Zill O'll〜inifinite plus〜（2009年、PSP、発売：コーエー）
- ミマナ イアルクロニクル（2009年、PSP、発売：ガンホー・ワークス）
- Bakugan Battle Brawlers（2009年、PS3・PS2・PSP・Wii・DS・Xbox 360、発売：アクティビジョン・ブリザード）
- DEATH BY CUBE（2010年、Xbox 360、発売：スクウェア・エニックス）
- DEAD OR ALIVE Paradise（2010年、PSP、発売：テクモ）
- NARUTO -ナルト- 疾風伝 キズナドライブ（2010年、PSP、発売：バンダイナムコゲームス）
- NANO DIVER（2011年、PSP、発売：タカラトミー）
- SOULCALIBUR II HD ONLINE（2014年、PS3・Xbox 360、発売：バンダイナムコゲームス）※移植開発
- 百英雄伝（2024年、PS5・PS4・XBX・XONE・Switch・PC、発売：505 Games）※Rabbit&Bear Studios、コヨーテランナーとの共同開発

ゲーム作品（アーケード）
- デッドストームパイレーツ Special Edition（2014年、発売：バンダイナムコゲームス）※追加ステージ開発

ゲーム作品（モバイル）
- コーデアイドル★リカちゃん（2011年、フィーチャーフォン、配信：GREE、発売：タカラトミーエンタメディア）
- 学校の星（2011年、Android、配信：mobage、発売：DeNA）
- 頭文字D 3D BATTLE STAGE（2013年、iOS、配信：mobage、発売：講談社）
- 頭文字D 公道最速バトル（2013年、ウェブ、配信：Yahoo!mobage、発売：講談社）
- キングスナイト -Wrath of the Dark Dragon-（2017年、iOS / Android、配信：スクウェア・エニックス）
- IDOL FANTASY（2018年、iOS / Android、配信：スクウェア・エニックス）

映像提供作品
- ALWAYS 三丁目の夕日（2005年）
- BALDR FORCE EXE RESOLUTION（2006年）
- FolksSoul -失われた伝承-（2007年）
- マクロスF（2007年）
- きらりん☆レボリューション　STAGE3（2008年）
- BLASSREITER（2008年）
- SIREN:New Translation（2008年）
- 劇場版 仮面ライダーキバ　魔界城の王（2008年）
- 鉄のラインバレル（2008年）
- 劇場版 さらば仮面ライダー電王　ファイナル・カウントダウン（2009年）
- METAL GEAR SOLID 4 GUNS OF THE PATRIOTS（2009年）
- 極上!!めちゃモテ委員長（2009年）
- 劇場版 超・仮面ライダー電王＆ディケイド NEOジェネレーションズ 鬼が島の戦艦（2009年）
- 東のエデン 劇場版I　The King of Eden（2009年）
- BIOHAZARD5 Alternative Edition（2010年）
- アップルシード XIII（2011年）
- ラストエグザイル‐銀翼のファム-（2011年）
- TIME TRAVELERS（タイムトラベラーズ）（2012年）
- 宇宙のはじまりの物語（2012年）
- 鉄拳タッグトーナメント2（2012年）
- 名探偵コナン なぞときカラオケ 真実はいつもひとつ（2012年）
- 真・三國無双6 Empires（2012年）
- METAL GEAR RISING REVENGEANCE（2013年）
- 討鬼伝（2013年）
- NITRO SUPER SONIC 2013（2013年）
- 初音ミク Project mirai 2（2013年）
- DARK SOULS II（2014年）
- ドラゴンボールヒーローズ（2014年）